# Ives Bank
Die Ives Bank (englisch) ist eine mindestens 11 m unter der Meeresoberfläche gelegene submarine Bank im südlichen Ausläufer der Ryder Bay der Adelaide-Insel vor der Westküste der Antarktischen Halbinsel. Sie liegt 1,5 km südlich der Mikkelsen-Inseln.
Das UK Antarctic Place-Names Committee 1984 nach benannte sie nach Lieutenant Commander David Mure Ives (* 1946) von der Royal Navy, der im März 1981 an der Vermessung der Bank mit der Endurance beteiligt war.